# Manzus Banachun
Manzus Banachun (kirg. Манзус Ванахун; ur. 1907 w Biszkeku, zm. 5 lipca 1943 w rejonie chutoru Sogłasnyj k. Małoarchangielska) – radziecki żołnierz, sierżant, Bohater Związku Radzieckiego (1943).

## Życiorys
Urodził się w dungańskiej rodzinie chłopskiej. Miał wykształcenie podstawowe, od 1932 pracował w kołchozie.
Od kwietnia 1942 służył w Armii Czerwonej, skończył szkołę młodszych dowódców w stopniu sierżanta i został dowódcą działonu. W styczniu 1943 wraz z 12. Dywizją Artylerii Przełamania (ros. trb. 12-ja artiłlerijskaja diwizija prorywa) w składzie 48. Armii został skierowany na Front Briański, do działań wojennych prowadzonych w obwodzie orłowskim w rejonie Małoarchangielska. 5 lipca 1943 podczas bitwy na łuku kurskim prowadząc ogień działonu zabił kilkudziesięciu niemieckich żołnierzy, po czym sam zginął.
Uchwałą Prezydium Rady Najwyższej ZSRR z 8 września 1943 został uhonorowany Złotą Gwiazdą Bohatera Związku Radzieckiego i Orderem Lenina.